# Elise van't Laar
Pour les articles homonymes, voir Laar.
 (janvier 2019).
Si vous disposez d'ouvrages ou d'articles de référence ou si vous connaissez des sites web de qualité traitant du thème abordé ici, merci de compléter l'article en donnant les références utiles à sa vérifiabilité et en les liant à la section « Notes et références ».
Elise van't Laar, née en 1989 aux Pays-Bas, est une actrice néerlandaise.

## Filmographie

### Cinéma et téléfilms
- 2012 : Lijn 32 (nl) : Baliemeisje Safety Allround
- 2014 : Assepoester: Een Modern Sprookje (nl) : La fille du Hockey
- 2014 : Ramses : Loesje Hamel
- 2014 : Dokter Deen (nl) : Mère de Maria
- 2014 : Supernova : Sue
- 2014 : Heer & Meester (nl) : Sammie
- 2014 : Divorce : Renee
- 2014 : Tussen 10 en 12 (cy) : Katja
- 2014 : Onbeperkt : Sylvia
- 2014 : Vloeibaar Staal : Franka
- 2014 : Gooische vrouwen II (en) : Daphne
- 2014-2015 : Celblok H (nl) : Skye Pietersen
- 2015-2016 : Flikken Maastricht : Jesse Veldhuis
- 2016 : Soof 2 (nl) : Doeka
- 2017 : De Mannentester (nl) : Linda van Beek
- 2017 : Weeën : Britt
- 2018 : Dorst : Coco

## Théâtre
- 2005 : Blonde Mientje : wasmeisje
- 2009 : Mensen
- 2010 : Spoon River Anthology : ensemble
- 2010 : Even tussen ons : Miep
- 2011 : Iets, iemand : Elise
- 2011 : Rampentraining voor stewardessen : L'hôtesse de l'air
- 2011 : Angels in America : Harper
- 2011 : De Misantroop : Eliante
- 2012 : De Grieken : Helena
- 2012 : A Lie of the Mind : La jeune femme
- 2013 : De vader : Bertha
- 2014 : De Barbaren : Melissa
- 2014-2015 : De Onrendabellen  : Witney